# Tammy Kernodle
Tammy Lynn Kernodle (* 30. September 1969 in Danville, Virginia) ist eine amerikanische Musikwissenschaftlerin, die auch als Musikerin tätig ist.

## Wirken
Kernodle studierte zunächst Schulmusik an der Virginia State University (Bachelor 1991). 1993 machte sie ihren Master in Musikgeschichte an der Ohio State University, wo sie auch promovierte. 1997 schloss sie ihre Dissertation über Mary Lou Williams ab, in der sie anhand der geistlichen Werke von Williams zeigte, wie die öffentliche Meinung deren Rezeption beeinflusst.
Von 1999 bis 2001 war Kernodle am American Jazz Museum in Kansas City tätig. In den Folgejahren stellte sie ihre monographische Biographie über Mary Lou Williams fertig, Soul on Soul: The Life and Music of Mary Lou Williams (2004). Weiterhin hat sie eng mit einer Reihe von Bildungsprogrammen zusammengearbeitet, darunter das Mary Lou Williams Women in Jazz Festival des Kennedy Center, Jazz at Lincoln Center, National Public Radio, CBC/Radio-Canada, die Rock and Roll Hall of Fame und BBC.
Kernodle lehrt an der Miami University; 2021 wurde sie in den Rang eines University Distinguished Professor befördert. Ihre Forschungsschwerpunkte sind afroamerikanische Musik (insbesondere Jazz, Gospel, Popmusik) sowie Gender Studies in der Musik; insbesondere arbeitet sie zu den Überschneidungen zwischen der Politik, die die Identität von afroamerikanischen Musikerinnen umgibt, der Aufführungspraxis und dem Genre. Ihre Veröffentlichungen finden sich in Fachzeitschriften wie American Studies, The Musical Quarterly, Black Music Research Journal, The Journal of the Society of American Music, American Music Research Journal oder dem Journal of the American Musicological Society, aber auch in Anthologien und in Nachschlagewerken wie dem Cambridge Companion to Women in Music Since 1900.
Weiterhin ist Kernodle Mitherausgeberin der dreibändigen Encyclopedia of African American Music (2011) und einer der Herausgeber bei der Überarbeitung der New Grove Encyclopedia of American Music. Ihre Analysen und Erkenntnisse stellte sie in einer Reihe von preisgekrönten Dokumentarfilmen vor, etwa Mary Lou Williams: The Lady Who Swings the Band, Girls in the Band, Miles Davis: Birth of the Cool und How It Feels to Be Free. Von 2019 bis 2021 war sie die Präsidentin der Society for American Music.
Als Pianistin und Sängerin tritt Kernodle mit ihrem Trio im Programm She Sang Freedom auf, das den Weg schwarzer Frauen als Produzentinnen großartiger Musik in den zurückliegenden vier Jahrhunderten vorstellt.

## Preise und Auszeichnungen
2014 erhielt Kernodle den Effective Educator Award der Miami University Alumni Association. 2018 wurde ihr die Benjamin-Harrison-Medaille verliehen.